# Camilla Belle
Camilla Belle Routh (Los Ángeles, California; 2 de octubre de 1986), conocida profesionalmente como Camilla Belle, es una actriz estadounidense. Nacida y criada en Los Ángeles, California, Belle comenzó su carrera como actriz con apariciones en numerosos comerciales de televisión antes de conseguir su primer papel principal en el thriller de NBC, Trapped Beneath the Earth en 1992. Desde entonces, ha aparecido en una variedad de películas y programas de televisión, incluyendo The Lost World: Jurassic Park (1997), Practical Magic (1998), Rip Girls (2000), The Chumscrubber (2005), When a Stranger Calls (2006), 10,000 BC (2008), Push (2009) y From Prada to Nada (2011). Belle también ha sido reconocida por su trabajo en películas independientes como The Quiet (2005), The Ballad of Jack and Rose (2005) y The Mad Whale (2017).

## Biografía
Belle, hija única, nació el 2 de octubre de 1986, hija de Deborah Cristina Gould, una diseñadora brasileña, y Jack Wesley Routh, el propietario de una empresa de construcción e intérprete y compositor de música country. Su padre es estadounidense, originario de Kingman, Kansas, con ascendencia inglesa y francesa por parte de su madre y ascendencia polaco-alemana por parte de su padre. Belle asistió a la Marlborough School, una escuela secundaria femenina en Los Ángeles. Creció hablando inglés y portugués, y también habla español, polaco y alemán con fluidez. Durante su infancia, visitó con frecuencia a la familia de su madre en Brasil, y en su adolescencia, durante los veranos estudió en el extranjero en Barcelona y Madrid, España. Se crio en la devota fe católica de su madre.

### Carrera profesional
Camilla comenzó a hacer publicidad a los nueve meses. A los cinco años fue elegida para participar en la novela de suspenso de la NBC, Atrapado debajo de la tierra. Belle comenzó su carrera con un pequeño papel en la producción cinematográfica de la novela La princesita protagonizada por Liesel Matthews. En El mundo perdido: Parque Jurásico II tiene un pequeño papel, en la primera escena de la película. 

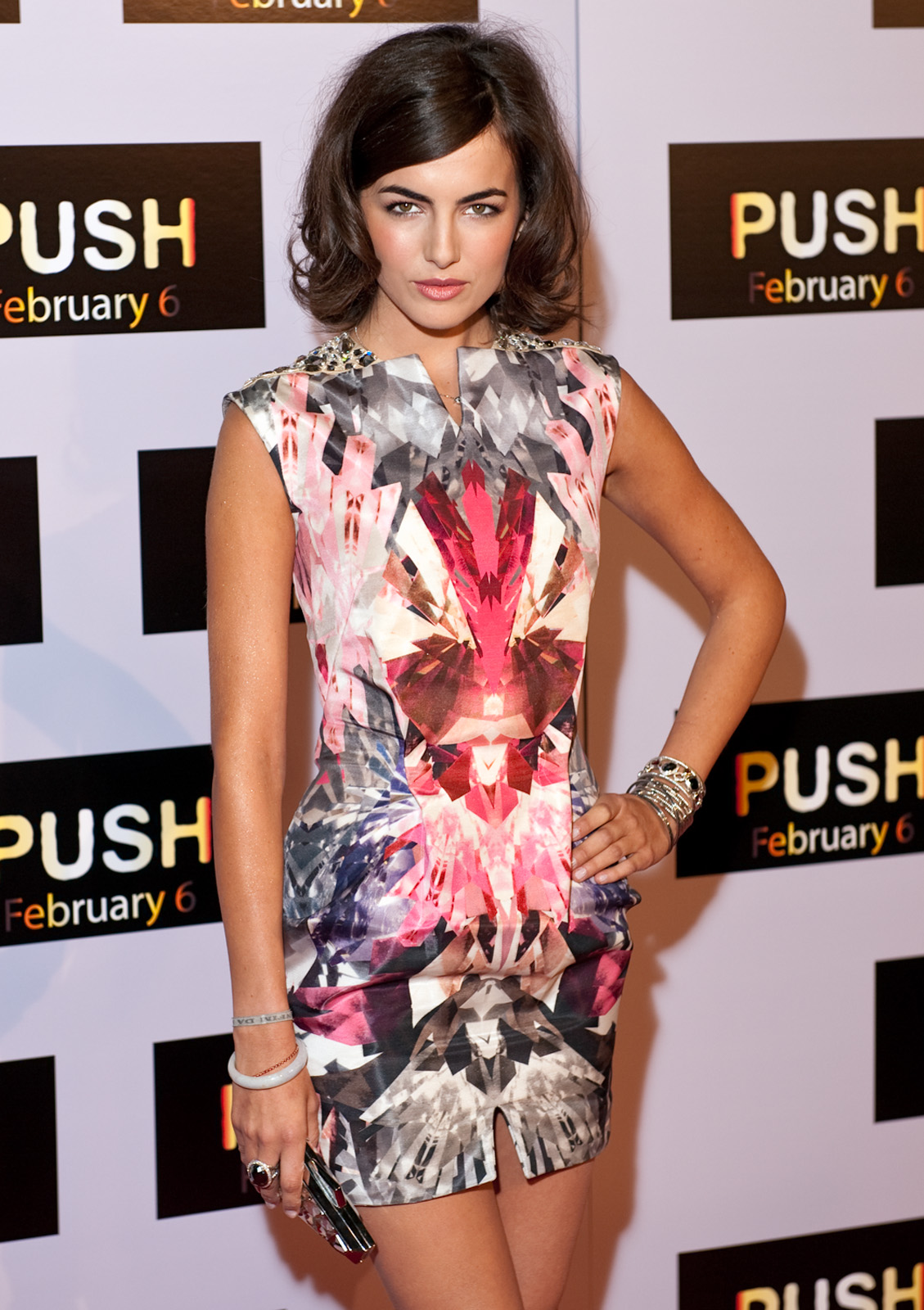
Camilla Belle en la premier de Push, en el teatro Mann, Westwood, Los Ángeles, California en 2009.

Su primer papel como protagonista fue en la película Rip Girl de la compañía Disney, directa para TV. En 2005, Belle muestra su madurez actoral en la película de drama The Quiet como Dot una joven sordomuda que descubre un oscuro secreto de su nueva familia adoptiva, o como Rose en el drama The Ballad of Jack and Rose. En el 2006 actuó en el remake de la película de terror When a Stranger Calls como Jill Johnson.
En 2008 participó en la película 10 000 a. C. dirigida por Roland Emmerich, una historia épica-romántica en la etapa prehistórica de la humanidad. En el 2009 aparece en la película de ciencia ficción Push como Kira, una pusher (joven con superpoderes), que se esconde de una agencia gubernamental clandestina de EE. UU. También ese mismo año actúa en la cinta brasileña À Deriva como Angela. 
En 2010, estrenó Father of Invention donde interpretó el personaje de Claire Axle y para el 2011 From Prada to Nada como Nora Dominguez. También ese mismo año apareció en Breakaway, como Melissa Winters, con Vinay Virmani y dirigida por Robert Lieberman.
En 2012, apareció en películas como Open Road  y I Brake for Gringos. En 2013 estrena 5 películas y su último rodaje fue "AMAPOLA", dirigida por el talentoso cineasta argentino Eugenio Zanetti.

### Carrera de modelo
Es modelo profesional, motivo por el cual representa a empresas como Miu Miu y Vera Wang. De 2006 a 2008 trabaja por todo el mundo en algunos trabajos del sector de la moda ya que ejerció de modelo para la fragancia de Vera Wang Princess.

### Vida privada
Domina el inglés, portugués y español, y es una aspirante a pianista clásica. Le gusta la comida brasileña, como la feijoada (plato típico), pão-de-queijo o el brigadeiro.

Su nombre se deriva del personaje de Renata Sorrah de la telenovela Cavalo de Aço (1973). Comparte una amistad con actores como Justin Chatwin, Jamie Bell, Robert Pattinson, etc.[cita requerida]
En octubre de 2008, Belle comenzó una relación con el cantante Joe Jonas después de protagonizar el vídeo musical de su banda para la canción "Lovebug". A finales de julio de 2009, Belle y Jonas terminaron su relación. En octubre de 2012, se informó que Belle había comenzado a salir con Tim Tebow el quarterback de los New York Jets.

## Filmografía
| Año  | Título                                              | Personaje                   | Notas                              |
| ---- | --------------------------------------------------- | --------------------------- | ---------------------------------- |
| 1993 | Madre a cualquier precio                            | Sally                       | Película para TV                   |
| 1993 | Grupo especial de rescate: Atrapados bajo la tierra | Jennifer Gates              | Película para TV                   |
| 1994 | Deconstructing Sarah                                | Joven Elizabeth             | Película para TV                   |
| 1995 | La princesita                                       | Jane                        |                                    |
| 1995 | Annie: una aventura real                            | Molly                       | Película para TV                   |
| 1996 | Fuego de pasión                                     | Daphne Falk                 |                                    |
| 1996 | Ley de emergencia                                   | Boot Coleman                | Película para TV                   |
| 1997 | Jurassic Park: El mundo perdido                     | Cathy Bowman                |                                    |
| 1998 | El último patriota                                  | Holly McClaren              |                                    |
| 1998 | The Wild Thornberrys                                | Calf                        | TV Serie: "Where the Gauchos Roam" |
| 1998 | Prácticamente magia                                 | Sally Owens (a los 11 años) |                                    |
| 1998 | Walker, Texas Ranger                                | Cindy Morgan                | TV Serie: "Code of the West"       |
| 1999 | The Invisible Circus                                | Phoebe (edad 10-12 años)    |                                    |
| 1999 | Reemplazando a papá                                 | Mandy                       | Película para TV                   |
| 1999 | El secreto de los Andes                             | Diana Willings              |                                    |
| 2000 | Volver a Hawai                                      | Sydney Miller               | Película para TV                   |
| 2001 | Regreso a el jardín secreto                         | Lizzie Buscana              |                                    |
| 2005 | The Ballad of Jack and Rose                         | Rose Slavin                 |                                    |
| 2005 | Historia de un secuestro                            | Crystal                     |                                    |
| 2005 | El Silencio                                         | Dot                         |                                    |
| 2006 | Cuando un extraño llama                             | Jill Johnson                |                                    |
| 2007 | The Trap                                            | Hermia                      | Corto                              |
| 2008 | 10 000 a. C.                                        | Evolet                      |                                    |
| 2009 | Push                                                | Kira Hudson                 |                                    |
| 2009 | À Deriva                                            | Ângela                      |                                    |
| 2010 | Father of Invention                                 | Claire Axle                 |                                    |
| 2010 | Dirty Dancing 3: Capoeira Nights                    |                             | Vídeo Corto                        |
| 2011 | From Prada to Nada                                  | Nora Dominguez              |                                    |
| 2011 | Breakaway                                           | Melissa Winters             |                                    |
| 2012 | Zero Hour                                           | Paula                       | Corto                              |
| 2012 | Open Road                                           | Angie                       |                                    |
| 2012 | I Brake for Gringos                                 | Gaby                        |                                    |
| 2013 | Bumped                                              |                             | Filmando                           |
| 2013 | Love Is All You Need?                               | Jude Klein                  | Preproducción                      |
| 2013 | Of Corset's Mine                                    | Jane                        | Preproducción                      |
| 2013 | Cavemen                                             | Tess                        | Preproducción                      |
| 2013 | Bangkok Love Story                                  |                             | En producción                      |
| 2014 | Amapola                                             | Amapola                     | Estrenada                          |
| 2015 | Diablo                                              | Alexsandra                  |                                    |
| 2016 | Sundown                                             | Gaby                        |                                    |
| 2022 | Carter                                              | Agnes                       | [ 1 ]                              |

## Premios y nominaciones
| Año  | Premio              | Categoría                                                                    | Título                      | Resultado |
| ---- | ------------------- | ---------------------------------------------------------------------------- | --------------------------- | --------- |
| 1999 | Young Artist Awards | Mejor Actuación en una Película - Joven actriz de reparto                    | Prácticamente magia         | Nominada  |
| 1999 | Young Artist Awards | Mejor Actuación en una Serie de Drama de TV - Invitado Reparto Actriz Joven  | Walker, Texas Ranger        | Nominada  |
| 2000 | Young Artist Awards | Mejor Actuación en una Película para TV o piloto - Joven actriz de reparto   | Reemplazando a papá         | Nominada  |
| 2001 | Young Artist Awards | Mejor Actuación en una Película para Televisión (Drama) - Actriz Joven Líder | Volver a Hawai              | Nominada  |
| 2005 | Premios Gotham      | Premio Revelación                                                            | The Ballad of Jack and Rose | Nominada  |